# Kai Seefried

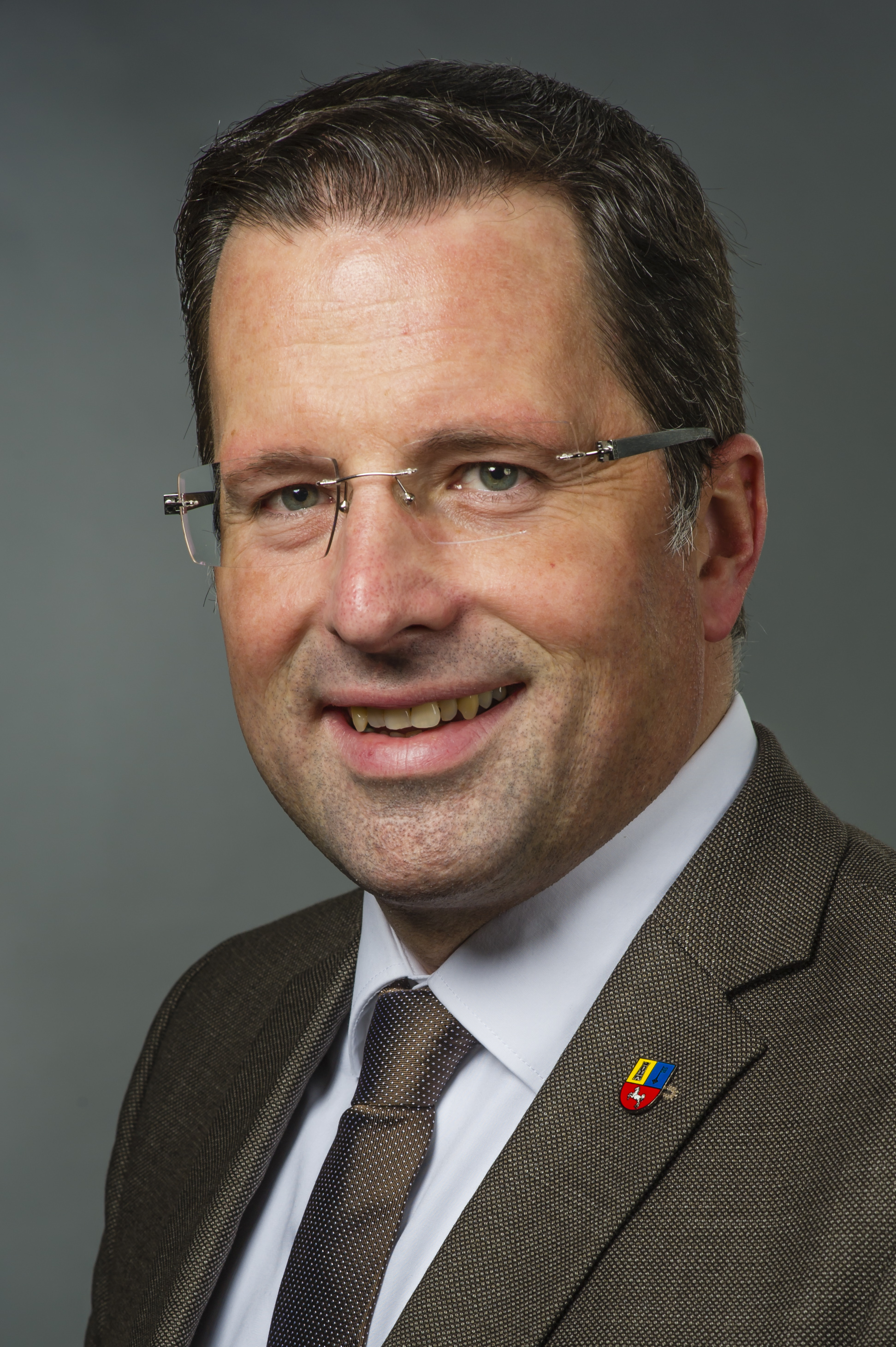
Kai Seefried, 2018

Kai Seefried (* 23. Januar 1978 in Stade) ist ein deutscher Politiker (CDU). Er ist seit November 2021 Landrat des Landkreises Stade. Zuvor war er von Februar 2008 bis November 2021 Mitglied des Niedersächsischen Landtages.

## Leben und Beruf
Seefried wuchs im Ortsteil Assel der Gemeinde Drochtersen auf. Er hat gemeinsam mit seiner Ehefrau Julia Seefried eine Tochter und ist zudem Vater eines Sohnes aus erster Ehe.
Nachdem Seefried die Elbmarschenschule in Drochtersen mit dem Realschulabschluss 1994 verlassen hatte, absolvierte er von 1995 bis 1997 eine Tischlerlehre in einem mittelständischen Möbelhaus in Stade-Bützfleth. Im Jahr 2002 beendete er erfolgreich eine Weiterbildung als staatlich geprüfter Holztechniker. Seit 2003 ist Seefried Tischlermeister. Er wurde als Jahrgangsbester seines Kammerbezirkes ausgezeichnet. 2005 absolvierte er erfolgreich eine Fortbildung zum Betriebswirt (HWK).

## Partei
Seefried ist seit 1996 Mitglied in der Jungen Union (JU) und seit 1997 Mitglied in der CDU. Von 2003 bis 2011 war Seefried Vorsitzender des CDU-Gemeindeverbandes Drochtersen, von 2011 bis 2017 war er stellvertretender Vorsitzender des Gemeindeverbandes. Von 2004 bis 2009 war er stellvertretender Vorsitzender des CDU-Kreisverbandes Stade. Von Oktober 2009 bis zum November 2021 war er Vorsitzender des CDU-Kreisverbandes Stade. Am 23. Oktober 2009 wurde er mit 97,7 Prozent der Stimmen zum neuen Kreisvorsitzenden der CDU gewählt.
2007 setzte er sich mit 211 zu 170 Stimmen in einer parteiinternen Kampfabstimmung gegen den amtierenden CDU-Landtagsabgeordneten Karsten Behr als Kandidat für den Wahlkreis Stade bei der niedersächsischen Landtagswahl 2008 durch.
Von 2014 bis 2023 gehörte Seefried dem Landesvorstand der CDU in Niedersachsen unter anderem als Mitglied des Präsidiums an. Vom 20. November 2017 bis zum 6. November 2020 war Kai Seefried Generalsekretär der CDU in Niedersachsen. Dieses Amt hat er aufgrund seiner Kandidatur zum Landrat im Landkreis Stade am 6. November 2020 abgegeben.

## Abgeordneter
Seefried errang bei den Wahlen zum Niedersächsischen Landtag am 27. Januar 2008 50,4 Prozent der Erststimmen und war seit dem 26. Februar 2008 direkt gewählter Abgeordneter des Landtagswahlkreises Stade. Er war in der 16. Wahlperiode Mitglied im Ausschuss für Umwelt und Klimaschutz, im Kultusausschuss und Vorsitzender im Unterausschuss „Häfen und Schifffahrt“ des Ausschusses für Wirtschaft, Arbeit und Verkehr. Als stellvertretendes Mitglied wirkte er in den Ausschüssen für Wirtschaft, Arbeit und Verkehr, Wissenschaft und Kultur und im 21. Parlamentarischen Untersuchungsausschuss zur Schachtanlage Asse mit.
Bei der Wahl zum 17. Niedersächsischen Landtag zog Seefried mit 50,0 Prozent der Erststimmen erneut als direkt gewählter Abgeordneter des Wahlkreises Stade in den Landtag ein. In der CDU-Landtagsfraktion gehörte er als schulpolitischer Sprecher zum Fraktionsvorstand und war Vorsitzender des Arbeitskreises Kultus.
Bei der Wahl zum 18. Niedersächsischen Landtag  konnte Seefried seinen Wahlkreis mit einem deutlichen Vorsprung erneut gewinnen und erzielte 43,41 % der Erststimmen. Kai Seefried gehörte in der 18. Wahlperiode dem Kultusausschuss, dem Unterausschuss Häfen und Schifffahrt und dem Unterausschuss Medien an. Im November 2021 legte Kai Seefried sein Landtagsmandat aufgrund seiner Wahl zum Landrat des Landkreises Stade nieder. Für ihn rückte Tatjana Maier-Keil nach.

## Kommunalpolitik
Bei den niedersächsischen Kommunalwahlen am 9. September 2001 wurde Seefried als jüngster Ratsherr der Gemeinde Drochtersen in den Gemeinderat gewählt und gehörte diesem bis 2021 an. Von 2006 bis 2021 war er 1. stellvertretender Bürgermeister seiner Heimatgemeinde Drochtersen. Von 2006 bis 2018 war er Vorsitzender der CDU-Fraktion.
Von November 2011 bis 2021 war Seefried Abgeordneter im Stader Kreistag. Bei der Landratswahl am 12. September 2021 wurde er mit 56 % der Stimmen zum Nachfolger von Michael Roesberg als Landrat gewählt.